# Oh Ji-eun
Oh Ji-eun (sinh ngày 30 tháng 12 năm 1981) là một nữ diễn viên Hàn Quốc. Cô được biết đến với vai diễn trong bộ phim truyền hình cuối tuần Three Brothers, bộ phim truyền hình hàng ngày Cười lên Dong-hae, bộ phim sitcom Living Among the Rich, tác phẩm châm biếm ngành công nghiệp giải trí The King of Dramas, và phim truyện cảnh sát siêu nhiên Cheo Yong. Vào ngày 22 tháng 10 năm 2017, cô chính thức kết hôn với một người Mỹ gốc Hàn sau khi hẹn hò hơn hai năm.

## Danh sách tác phẩm đã tham gia

### Phim
| Năm  | Tựa đề                 | Hangul              | Vai                            | Ghi chú        |
| ---- | ---------------------- | ------------------- | ------------------------------ | -------------- |
| 2003 | Actor Oh Mi-soon       | 연극인 오미순       |                                | Phim ngắn      |
| 2003 | Dream                  | 꿈                  |                                | Phim ngắn      |
| 2003 | Hojeopmong             | 호접몽              |                                | Phim ngắn      |
| 2004 | GET&LOST               |                     |                                | Phim ngắn      |
| 2005 | August                 | 8월                 |                                | Phim ngắn      |
| 2005 | Travel                 | 여행                |                                | Phim ngắn      |
| 2005 | Whistle                | 호루라기            |                                | Phim ngắn      |
| 2007 | The Worst Guy Ever     | 내 생애 최악의 남자 | advertising company copywriter | Vai phụ        |
| 2007 | Twins                  | 쌍둥이들            | Na-young                       | Phim ngắn      |
| 2008 | My Dear Enemy          | 멋진하루            | Se-mi                          | Vai phụ        |
| 2008 | Go Go 70s              | 고고70              | cô gái đánh nhau với gái điếm  | Vai quần chúng |
| 2008 | Truly, Madly, Deeply   | 진실한 병한씨       | Mi-young                       | Phim ngắn      |
| 2009 | Members of the Funeral | 장례식의 멤버       | Young Jeong-hee                | Vai phụ        |
| 2009 | Possessed              | 불신지옥            | Jeong-mi                       | Vai phụ        |
| 2009 | House Family           | 하우스 패밀리       | daughter                       | Phim ngắn      |
| 2010 | Parallel Life          | 평행이론            | Nam Ka-hee                     | Vai phụ        |

### Phim truyền hình
| Năm       | Tựa đề                               | Hangul                  | Vai                       | Kênh truyền hình | Ghi chú |
| --------- | ------------------------------------ | ----------------------- | ------------------------- | ---------------- | --- |
| 2006      | Dịch vụ gia đình                     | 불량 가족               |                           | SBS              | Vai quần chúng                                                                                                |
| 2007-2008 | Lee San, Triều đại Chosun            | 이산                    | Damo Yeo-jin              | MBC              | Vai phụ |
| 2009      | Again, My Love                       | 미워도 다시 한 번       | Choi Yoon-hee             | KBS2             | Vai phụ |
| 2009-2010 | Three Brothers                       | 수상한 삼형제           | Ju Eo-young               | KBS2             | Vai phụ |
| 2010-2011 | Cười lên Dong-hae                    | 웃어라 동해야           | Lee Bong-yi               | KBS1             | Vai chính |
| 2011      |                                      | 재능나눔 프로젝트 DREAM | Bản thân                  | tvN              | Chương trình truyền hình thực tế về tài năng                                                                  |
| 2011-2012 | Gwanggaeto, The Great Conqueror      | 광개토태왕              | Do-young                  | KBS1             | Vai chính |
| 2011-2012 | Living Among the Rich                | 청담동 살아요           | Oh Ji-eun                 | jTBC             | Vai chính |
| 2012-2013 | The King of Dramas                   | 드라마의 제왕           | Sung Min-ah               | SBS              | Vai chính |
| 2013      | Luật rừng (chương trình truyền hình) | 정글의 법칙             | Bản thân                  | SBS              | Chương trình thực tế về trải nghiệm và thử thách                                                              |
| 2014      | Cheo Yong                            | 귀신보는 형사, 처용     | Ha Sun-woo                | OCN              | Vai chính |
| 2014      | Lời nguyện ước                       | 소원을 말해봐           | Han So-won                | MBC              | Vai chính |
| 2016      | Blow Breeze                          | 불어라 미풍아           | Park Shin-ae/Kang Mi-jung | MBC              | Vai chính (Vai phản diện đầu tiên) Rời khỏi đoàn phim vào ngày 4 tháng 10 năm 2016 do chấn thương mắt cá chân |
| 2017      | Người mẹ không tên                   | 이름 없는 여자          | Son Yeo-ri                | KBS2             | Vai chính |
| 2019      | Khu vườn hoàng kim                   | 황금정원                | Sabina / Eun Dong-joo     | MBC              | Vai chính (Vai phản diện thứ hai)                                                                             |

### Video ca nhạc
| Năm  | Nghệ sĩ  | Tựa đề                          | Hangul                   | Ghi chú              |
| ---- | -------- | ------------------------------- | ------------------------ | -------------------- |
| 2007 | Big Mama | "Betrayal"                      | 배반                     | Diễn với Ha Jung-woo |
| 2013 | Davichi  | "Because I Miss You More Today" | 오늘따라 보고싶어서 그래 |                      |

## Giải thưởng và đề cử
| Năm  | Giải thưởng                         | Hạng mục                                                                              | Tác phẩm đề cử                    | Kết quả   |
| ---- | ----------------------------------- | ------------------------------------------------------------------------------------- | --------------------------------- | --------- |
| 2007 | Giải thưởng phim ngắn Mise-en-scène | Giải thưởng đặc biệt của Ban giám khảo                                                | Twins                             | Đoạt giải |
| 2007 | Liên hoan phim trẻ Hàn Quốc         | Nữ diễn viên tốt nhất                                                                 | Twins                             | Đoạt giải |
| 2009 | Giải thưởng phim truyền hình KBS    | Nữ diễn viên mới tốt nhất                                                             | Three Brothers                    | Đề cử     |
| 2010 | Giải thưởng phim truyền hình KBS    | Nữ diễn viên mới tốt nhất                                                             | Three Brothers, Cười lên Dong-hae | Đoạt giải |
| 2011 | Giải thưởng phim truyền hình KBS    | Giải thưởng xuất sắc, Nữ diễn viên chính trong phim truyền hình hàng ngày             | Cười lên Dong-hae                 | Đề cử     |
| 2012 | Giải thưởng phim truyền hình SBS    | Giải thưởng xuất sắc, Nữ diễn viên chính trong phim ngắn                              | The King of Dramas                | Đề cử     |
| 2014 | Giải thưởng phim truyền hình MBC    | Giải xuất sắc, Nữ diễn viên chính trong phim truyền hình dài tập                      | Make a Wish                       | Đề cử     |
| 2019 | Giải thưởng phim truyền hình MBC    | Giải thưởng xuất sắc, Nữ diễn viên chính trong phim truyền hình cuối tuần / hàng ngày | Khu vườn hoàng kim                | Đề cử     |